# Сражение при Лонато
Сражение при Лонато (фр. Bataille de Lonato) произошло во время Войны первой коалиции в эпоху французских революционных войн между французской Итальянской армией под командованием генерала Наполеона Бонапарта и австрийским корпусом во главе с фельдмаршал-лейтенантом Петером Квоздановичем, двигавшимся вдоль западного берега озера Гарда на соединение с наступавшей с целью деблокады крепости Мантуя главной армией фельдмаршала Вурмзера. В результате упорных боёв 3—4 августа Квозданович был вынужден отступить. Устранение угрозы со стороны Квоздановича позволило Бонапарту сосредоточить свои войска и победить австрийскую армию Вурмзера 5 августа в сражении при Кастильоне. 

## Ход сражения
1 августа, после частичных неудач предыдущих дней (см. Бой у Лонато 31 июля 1796 года) Бонапарт, сконцентрировав три дивизии, вернул Брешию и, обеспечив её безопасность, отправил свои части в разных направлениях на поиски войск противника.
Квозданович, вместо того, чтобы наступать в юго-восточном направлении и соединиться у Валеджо или южнее с подходившей туда армией Вурмзера, вернулся с бригадами Ройсса и Спорка в Гавардо, куда также подошел Кленау, отступивший из Брешии, и простоял там два дня.

#### Бои 3 августа
В ночь на 3 августа Очкай из Сало двинулся на юг и разминувшись с Гийо, отправленным Бонапартом на север по малоизвестной проселочной дороге, утром достиг через Дезенцано окраины Лонато. 3 августа, оставив бригаду Спорка, чтобы удерживать Гавардо, Квозданович отправил бригады Отта и Ройсса на юг вслед за Очкаем.
Бригада Очкая атаковала Лонато на рассвете, разбила бригаду Пижона и пленила ее командира. Массена, дивизия которого была между Сан-Марко и Лонато, в полдень контратаковал австрийцев с запада. Бонапарт руководил боем. Атакованный Виктором и Рампоном в центре и Лорсе с юга, Очкай был вытеснен из Лонато и преследуем в сторону Дезенцано, где, окруженный, сдался с основной частью своей бригады.
Вскоре после этого в Дезенцано, оставленного большей частью французской армии, появился со своей бригадой в 1800 человек Ройсс, который отбил город и спас несколько пленных из отряда Очкая. Узнав о судьбе бригады Очкая и обнаружив возвращение дивизии Массены, Ройсс поспешно отступил обратно в Гавардо, преследуемый французами.
В это время позиции Квоздановича при Гавардо были атакованы французами со всех сторон. Гюйе атаковал со стороны Сало на левый фланг и тыл, д’Аллеманнь и Деспинуа — в центре, а генерал-адъютант д’Эрбен через Санто-Озетто обошел правый фланг. Дважды французы захватывали Гавардо, и дважды их выбивали. После получения известий о разгроме бригады Очкая на военном совете было принято решение, ради спасения остатков корпуса, отступить на север, к Рокко д’Анфо, чтобы потом, обогнув озеро Гарда с севера, присоединиться к Вурмзеру.
В это же время с юга в район боевых действий подошёл, отправленный Вурмзером, авангард Липтая в 3400 штыков и сабель, выбивший из Кастильоне авангард дивизии Ожеро.
Австрийский командующий планировал перейти на помощь Квоздановичу, но французы опередили его. Ожеро начал атаку на Липтая с 11 000 солдат. Липтай стал на позицию на высотах по обеим сторонам Кастильоне. Несмотря на то, что австрийцы были в меньшинстве, они дали бой и упорно сопротивлялись. Однако, атакованные с флангов, были вынуждены покинуть Кастильоне и отступить на юго-восток, к Сольферино. Упорная, оборона Липтая позволила Вурмзеру сосредоточить к этому месту другие свои силы, и дало возможность подойти из Гуидиццоло дивизии фельдмаршал-лейтенанта Павла Давидовича и около полудня выстроить центр на высотах между Сольферино и Медоле. Генерал Антон Шубирц выступил из Поццоленго и, обстреляв из орудий, атаковал левый фланг Ожеро возле Сольферино, сбросив его с высот, в то время как Липтай, получивший поддержку, контратаковал на правое крыло французов. Крайне левый фланг французов, благодаря кавалерийской атаке Шубирца, был разбит и в беспорядке отступил к Кастильоне.

#### Бои 4 августа
В 2 часа ночи 4 августа Квозданович отдал приказ оставшимся при нем бригадам Ройсса и Отта выступать на север, к озеру Идро. Прикрывал отступление арьергард Спорка, который в шесть часов утра был атакован подошедшими частями Гийо, Сент-Илера и Рампона и отброшен к Вобарно. Там путь ему был перерезан опередившими его французами. Спорк пробился с двумя гренадерскими батальонами, а остальные три и гусары под командой полковника Кнорра вернулись на юг, к Гавардо, а затем перешли к Лонато, планируя соединиться с подходившими с юга частями Вурмзера. В пять часов вечера колонна Кнорра подошла к Лонато, где находился Бонапарт, а поблизости стояла дивизия Массены. После переговоров Кнорр со своим отрядом в 2000 человек сложил оружие.

## Результаты
В боях 3 и 4 августа 1796 года австрийцы потеряли 23 пушки и не менее 5000 убитыми, ранеными и пленными. Потери французов составили не менее 2000 человек. Поражение Квоздановича позволило Бонапарту собрать более 30 000 человек против 25 000 Вурмзера, что привело к победе французов в сражении при Кастильоне 5 августа. 